# Samuel Rickard Christophers

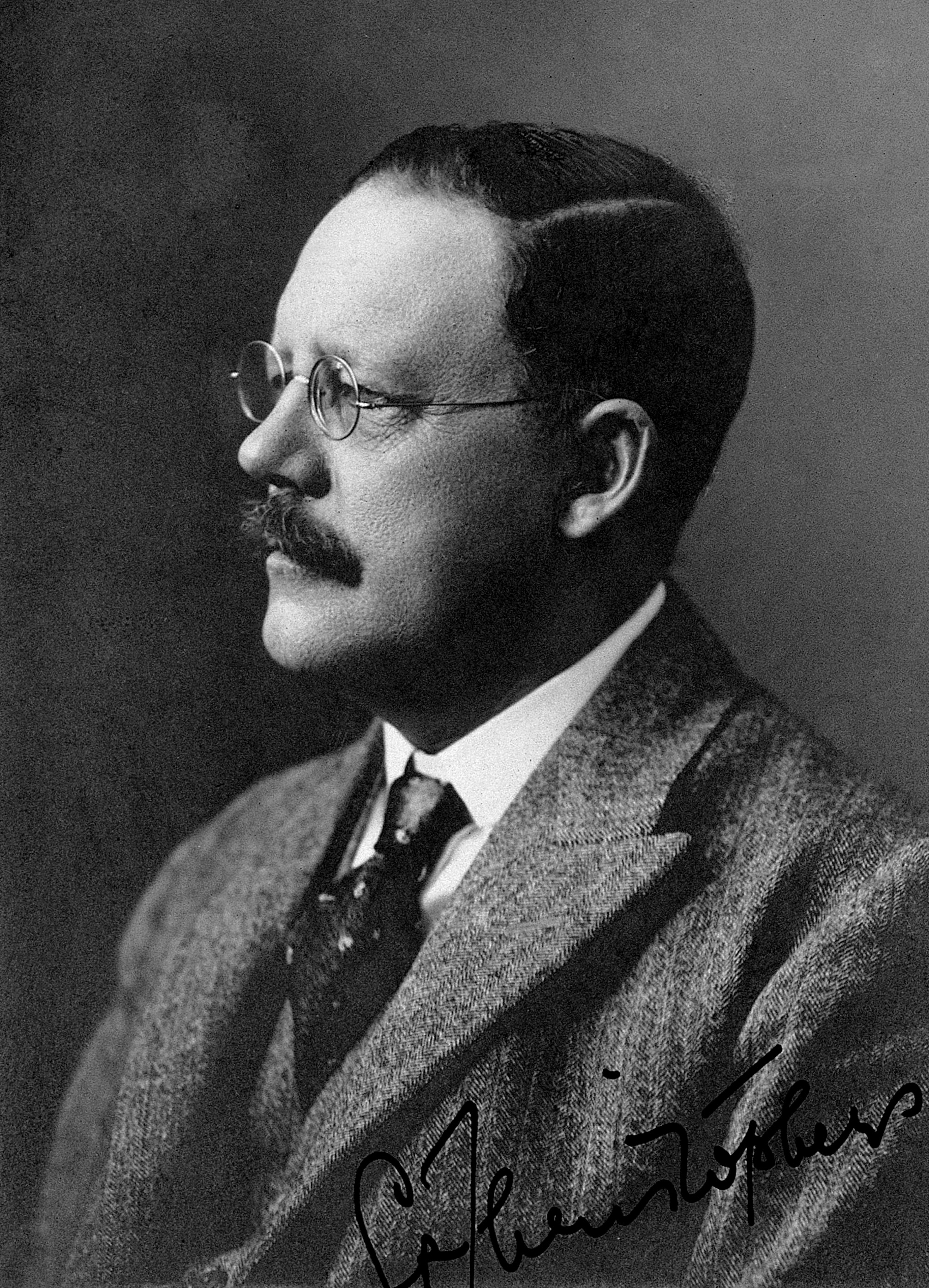
Samuel Rickard Christophers

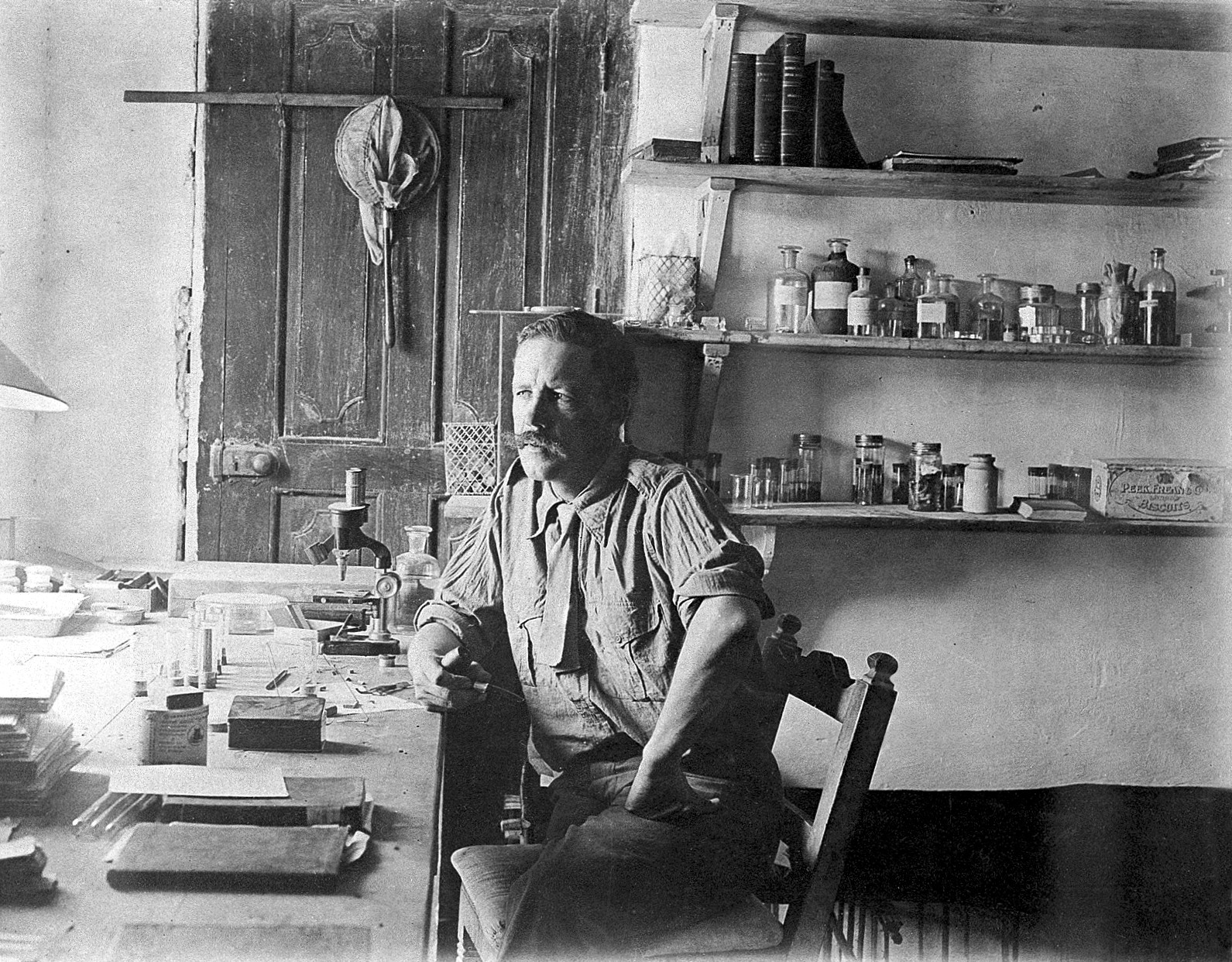
Samuel Rickard Christophers im Labor in Basra (zwischen 1914 und 1918)

Sir Samuel Rickard Christophers CIE OBE FRS (* 27. November 1873 in Liverpool, Lancashire; † 19. Februar 1978 in Broadstone, Dorset) war ein bedeutender britischer Tropenmediziner, medizinischer Entomologe und Parasitologe. Er befasste sich vor allem mit der Malaria und anderen tropischen Protozoeninfektionen sowie mit der Gelbfiebermücke.

## Leben
Christophers Vater Samuel Hunt Christophers war langjähriger Leiter des Statistikbüros des Mersey Docks and Harbour Board. Samuel Rickard Christophers schloss 1896 sein Medizinstudium an der University of Liverpool ab und arbeitete mehrere Jahre als Hausarzt. Die Teilnahme als Forschungsoffizier an einer Expedition an den oberen Amazonas löste seine Hinwendung zur Tropenmedizin aus und veränderte damit sein weiteres Leben. 1898 wurde er zum Mitglied der Malaria-Kommission berufen und sollte das Malariaproblem im britischen Kolonialreich lösen. Er nahm an einer Expedition nach Sierra Leone und Nigeria und verfasste mit Professor J. W. W. Stephens 1900 bis 1901 einige Arbeiten zur Epidemiologie und Bekämpfung dieser Tropenkrankheit. 1901 wurden die beiden von der Regierung nach Britisch-Indien entsandt und führten epidemiologische Untersuchungen zur Malaria durch. Aus dieser Zeit stammen auch die ersten mikroskopischen Untersuchungen zu den übertragenden Stechmücken. Nach seiner Rückkehr 1902 schloss sich Christophers dem Indian Medical Service der Britisch-Indischen Armee als Sanitätsoffizier an. 1904 bestätigte er die Entdeckung der Leishmanien als Auslöser der Leishmaniose durch Charles Donovan.
1904 wurde er zum Direktor des King Institute in Guindy berufen und erforsche den Lebenszyklus von Piroplasmen. 1907 beschrieb er Hepatozoon canis und klärte den Lebenszyklus dieses Parasiten auf. 1908 wurde er zu einem Schwarzwasserfieber-Ausbruch (eine Form der Malaria) in die Dooars im Nordosten Indiens entsandt und 1909 ins Punjab, wo es im Vorjahr eine verheerende Malaria-Epidemie gab. Hier leitete er mit einigem Erfolg Bekämpfungsmaßnahmen ein. 1915 wurde er als Companion des Order of the Indian Empire ausgezeichnet. Der Erste Weltkrieg unterbrach seine Forschungstätigkeit, denn er wurde als Deputy Assistant Director of Medical Services zu den mesopotamischen Expeditionsstreitkräften entsandt und zum Dienst im Zentrallabor in Basra verpflichtet. Für deine militärischen Verdienste wurde er 1918 als Officer des Order of the British Empire ausgezeichnet.
Nach Kriegsende kehrte Christophers 1920 nach Indien zurück und wurde und wurde geschäftsführender Direktor des Zentralen Forschungsinstituts in Kasauli im indischen Bundesstaat Himachal Pradesh, wo er mehrere Arbeiten zu Anopheles verfasste. 1931 wurde er als Knight Bachelor („Sir“) geadelt. Nach 30 Jahren Dienst im Indian Medical Service wurde er 1932 im Brevet-Rang eines Colonel pensioniert und kehrte nach England zurück. Hier nahm seine Arbeit zur Malaria eine neue Wendung, da er sich nun vor allem mit den Wirkungsmechanismen von Malariamitteln befasste. Zunächst war er an der London School of Hygiene & Tropical Medicine tätig, wo er 1932 bis 1938 eine Professur für Malariastudien der Universität London innehatte. Anschließend wurde ihm ein Labor in der Zoologie der University of Cambridge zur Verfügung gestellt. Hier forschte er zur Anatomie und Biologie der Stechmücken, nur unterbrochen durch den Zweiten Weltkrieg, wo er sich der Repellent-Forschung widmete und Angehöriger der British Home Guard war. 1960 publizierte er sein Werk über die Gelbfiebermücke (Aedes aegypti), vermutlich eines der genauesten und detailliertesten Werke zur Histologie eines Insekts, das darüber hinaus vollständig auf seiner eigenen Arbeit beruhte. 1963 verließ Christophers Cambridge und zog sich auf seinen Altersruhesitz in der Grafschaft Dorset zurück.
Samuel Rickard Christophers war aber nicht nur medizinisch interessiert, sondern beschäftigte sich auch mit Geologie und Paläontologie und war oft mit seinem Geologenhammer im unteren Himalaya, insbesondere in den Fosslienlagerstätten der Siwalik-Berge unterwegs. Darüber hinaus beschäftigte er sich mit Fauna und Flora sowie mit soziologischen Aspekten des indischen Subkontinents.
Christophers war von 1902 bis zu ihrem Tod 1962 mit Elise Emma Sherman verheiratet. Das Paar hatte eine Tochter (* 1903) und einen Sohn (* 1904).

## Ehrungen
1926 wurde Christophers als Fellow in die Royal Society aufgenommen. Mit 104 Jahren wurde er so alt, wie bisher kein anderer Fellow der Royal Society.
Außer dem Order of the Indian Empire und Order of the British Empire (s. o.) wurde Christophers 1944 die Manson Medal für besondere Leistungen in der Tropenmedizin und 1952 die Buchanan Medal für herausragende wissenschaftliche Beiträge in der Medizin verliehen. Von 1939 bis 1943 war er Präsident der Royal Society of Tropical Medicine and Hygiene.
Zu Christophers’ Ehren vergibt die Royal Society of Tropical Medicine and Hygiene alle drei Jahre die Sir Rickard Christophers Medal für herausragende Leistungen auf dem Gebiet der Tropenmedizin und Hygiene mit nachgewiesener praktischer Bedeutung an eines ihrer Mitglieder.

## Veröffentlichungen (Auswahl)
- Aëdes Aegypti (L.) The Yellow Fever Mosquito Its Life History, Bionomics and Structure. Cambridge University Press, 1960.